# 汪德方
汪德方（1924年—2008年11月19日），生于上海。中华人民共和国官员。

## 生平
浙江鄞县人，生于上海。1938年至1942年，汪德方先后在中法工学院（预科）和震旦附中学习，其间开始受革命思想影响。1940年1月，汪德方加入中国共产党，并且参加革命工作。1942年，由中共党组织调赴苏北新四军抗日根据地任职，担任淮海区淮涟中学党支部宣传委员兼教员。同年，出任涟水县麻垛区乡党支部书记、民兵中队指导员兼秘密区委书记。1945年1月，汪德方到苏浙解放区担任孝景市市委书记兼市长。同年10月，汪德方赴山东临沂的人民革命大学（山东大学的前身），担任班主任兼教员。
1947年到1981年，汪德方历任东北解放区辽源电业局局长、抚顺发电厂厂长、上海电业管理局副局长兼杨树浦发电厂厂长、华东电业管理局副局长、上海第一机电工业局副局长、中华人民共和国电力部计划司负责人、国家能源委员会计划局局长。1981年4月，任国家能源委员会副主任。1982年5月，汪德方任中华人民共和国水利电力部电力规划设计院院长。
1985年，汪德方出任华能国际电力开发公司筹备组副组长、总经理。1988年，华能集团公司成立后，汪德方任该公司第一任董事长。 1996年2月，汪德方卸任董事长职务，改任董事。
2008年11月19日，汪德方在北京病逝，享年84岁。